# Kolostoneura novaezealandiae
Kolostoneura novaezealandiae is een zeekomkommer uit de familie Chiridotidae.
De wetenschappelijke naam van de soort werd in 1907 gepubliceerd door Dendy & Hindle.